# 성숙 (영화)
《성숙》은 한국에서 제작된 정소영 감독의 1974년 멜로/로맨스 영화이다. 양정화 등이 주연으로 출연하였고 한갑진 등이 제작에 참여하였다.

## 출연

### 주연
- 양정화
- 장용기
- 서유석